# Rogačić
Koordinati:   42°57′23″N, 17°10′13″E
Rogačić je majhen nenaseljen otoček v Jadranskem morju. Pripada Hrvaški.
Rogačić leži v Pelješkem kanalu okoli 0,3 km vzhodno otočka Badija. Njegova površina meri 0,014 km². Dolžina obalnega pasu je 0,44 km.